# Бутари
Бутари (словен. Butari) — поселення в общині Копер, Регіон Обално-крашка, Словенія. Висота над рівнем моря: 367,9 м.